# Пугачёва, Софья Дмитриевна
Со́фья Дми́триевна Пугачёва (урождённая Недюжева; 1742 — не ранее 1804 года) — донская казачка станицы Есауловской, первая (законная) супруга Емельяна Ивановича Пугачёва с 1760 года. В браке родила сына и двух дочерей.
Во время Крестьянской войны 1773—1775 годов по указу императрицы Екатерины II была задержана властями и содержалась с детьми в Казани. При взятии Казани войсками Пугачёва была освобождена из следственной тюрьмы вместе с другими узниками. Пугачёв, выдававший себя за императора Петра III, называл Софью с детьми семьёй помогавшего ему в скитаниях казака. Софья с детьми проследовала в обозе армии восставших от Казани вниз по Волге вплоть до полного разгрома Пугачёва у Чёрного Яра. В ходе следствия неоднократно давала показания об обстоятельствах жизни Пугачёва, в том числе и на очных с ним ставках. По приговору суда была признана невиновной, но вместе с детьми и второй супругой Пугачёва Устиньей была направлена на поселение в Кексгольмскую крепость, где прожила в фактическом заключении остаток жизни.

## Биография

### До восстания
Софья Недюжева родилась в 1742 году в казачьей станице Есауловской. Из немногочисленных сведений о её семье известно, что отца её звали Дмитрием и он рано умер, оставив на попечении супруги Аксиньи, помимо Софьи, ещё двух дочерей и сына. В 1760 году Софью выдали замуж за 18-летнего казака станицы Зимовейской Емельяна Пугачёва. Начало супружеской жизни выдалось совсем коротким. Уже через неделю после свадьбы Емельян Пугачёв был включён в команду полковника Денисова, отправлявшуюся в состав русской армии — в корпус под командованием графа З. Г. Чернышёва, участвовавший в войне с Пруссией.
В сентябре 1762 года Емельян с сослуживцами прибыл из Пруссии и продолжил службу в своей станице. В 1764 году в семье родился первенец — сын, которого назвали Трофимом. Известно, что после Трофима Софья рожала ещё неоднократно, но выжили лишь ещё две дочери — Аграфена (1768 года рождения) и Христина (1770 года рождения). В ходе службы Емельяна с казаками неоднократно на месяц-два отправляли в партии с разными заданиями, по большей части − по поиску и возвращению в Россию беглецов-старообрядцев. В 1768 году, с началом русско-турецкой войны, Пугачёв был включён в состав полка Ефима Кутейникова. После участия во взятии Бендер он заболел и в январе 1771 года был направлен домой в составе команды, отправленной за пополнением лошадей. К моменту, когда команде предстояло возвращаться к турецкой границе, болезнь Пугачёва не прошла, а, наоборот, лишь усилилась, а потому он нанял себе замену − казака Михайлу Бирюкова. В июле 1771 года Пугачёв направился в Черкасск проситься в отставку. В отставке Емельяну отказали, предложив продолжить лечение дома или в лазарете. Перед тем, как отправиться домой, Пугачёв навестил свою сестру Федосью и зятя Симона Павлова, проходившего службу в Таганроге, и там ввязался в авантюру, поспособствовав побегу Павлова с товарищами со службы.
По плану, Пугачёв с семьёй зятя должны были отправиться на Терек, куда после Гянджинского мира с Персией были переселены с семьями донские казаки и где на окраине империи у казаков было больше воли. Но сначала они прибыли в Зимовейскую, где Пугачёв объявил о своём решении жене и матери. По словам Софьи, они вместе с матерью в слезах кинулись в ноги Емельяну и уговорили его оставить эту затею, но тот всё же решил помочь Симону с Федосьей переправиться через Дон. Симон Павлов в одиночку не смог добраться до Терека, вернулся в Зимовейскую и после задержания рассказал о помощи Пугачёва в побеге. Пугачёв бежал и скрывался в окрестностях Зимовейской, но узнав от Софьи, что Симон Павлов был отправлен в Черкасск, отправился туда же, желая опередить Павлова и рассказать свою версию событий. Когда затея не удалась, Пугачёв вернулся в Зимовейскую, где был задержан станичными властями и содержался под арестом, но через две недели бежал. Первое время он скрывался в окрестных камышах, но после начала осенних холодов перебрался к себе домой, предположив, что никто не станет его там искать. Прожив в доме до Рождества, Пугачёв решил уже лично довести до конца затею перебраться на Терек. Приказав Софье собрать еду в дорогу, он сказал ей, что сначала доберётся до Терека в одиночку, а после того, как обоснуется на месте, «коли ево там примут, то он и за нею приедет».
Поначалу дела на Тереке у Пугачёва шли по плану, его приняли в Терское семейное войско. Он объявил, что хочет вскоре привезти сюда свою семью, правда, указав, что супругу зовут Прасковьей Фоминичной. Но вскоре Пугачёв был арестован и на Тереке и вновь бежал, добравшись в феврале 1772 года в Зимовейскую. Софья пустила Емельяна в дом, предварительно отведя детей к его брату. Емельян рассказал жене, что казаки на Тереке выбрали его атаманом, однако Софья не поверила рассказам и только плакала. Зная, что Симон Павлов после побега уже был прощён и продолжил службу в Таганроге, Софья решила за лучшее донести станичным властям о возвращении Емельяна. Но после ареста Пугачёв вновь бежал по дороге в Черкасск и домой в Зимовейскую уже больше никогда не вернулся.

### Во время восстания
Софья, желавшая выдачей Емельяна покончить с неопределённостью и избавить его от необходимости постоянно скрываться после побегов, в итоге осталась в доме с тремя малолетними детьми совершенно без средств к существованию. Узнав о том, что супруг в очередной раз бежал, Софья через некоторое время продала дом знакомому отставному казаку станицы Есауловской Евсееву за 24 рубля, а сама с детьми перебралась на жительство к своей матери. Денег от продажи дома хватило ненадолго. К осени 1773 года, когда её беглый супруг уже встал во главе восставших яицких казаков, Софья с детьми «ходила меж домов, живя подаянием». Знакомые казаки, узнав, что Пугачёв объявил себя императором, по словам Софьи, «браня его и смеясь говорили: Смотри де, пожалуй, как можно было чаять от такой свиньи таких дел».
10 (21) января 1774 года императрица Екатерина II повелела задержать членов семьи Пугачёва и доставить их в Казань, в распоряжение секретной следственной комиссии при вновь назначенном командующем войсками против мятежников генерал-аншефе А. И. Бибикове. Кроме того, было приказано сжечь дом Пугачёва в Зимовейской, после чего развеять пепел, а место окопать и огородить «во оставление на вечные времена без население яко оскверненное…» Отправленные для выполнения приказа секунд-майор Рукин и старшина Туроверов не нашли в Зимовейской 4 февраля ни дома, ни семьи самозванца. Получив сведения, о том, что семья Пугачёва и дом находятся в Есауловской, 6 февраля Рукин распорядился задержать Софью с детьми, а дом, установленный на новом месте, изъять у нынешнего хозяина, разобрать, собрать в Зимовейской и сжечь, чтобы дословно выполнить предписанное императорским указом. Семью доставили в крепость Святого Дмитрия, а уже оттуда с конвоем отправили в Казань.
Софья с детьми прибыла в Казань 17 марта. Бибиков распорядился поселить их на съёмной квартире вместе с двоюродным племянником Пугачёва Федотом, проходившим службу в Петербургском гарнизоне и, как родственник самозванца, также попавшим под действие указа Екатерины. Приставленному при семье Пугачёва караулу Бибиков отдал приказ выводить Софью с детьми на прогулку по городу и торговым рядам, дабы она повсюду рассказывала о подлинном происхождении Пугачёва. При этом караул не должен был явно следовать за Софьей, такою «манерою, чтобы не могло показаться с нашей стороны ложным уверением», «в базарные дни, чтобы она, ходя будто сама собой, рассказывала о нём кому можно и кстати будет».
Софья с детьми пользовались полученным «порядочным пропитанием» и относительной свободой вплоть до июля 1774 года, когда до Казани дошли известия, что Пугачёв, казалось бы, полностью разбитый в марте-апреле, вновь набрал большую армию и приближается с ней к городу. Семью самозванца с квартиры срочно перевели в тюрьму, где уже содержалось большое количество пленённых участников восстания. 12 (23) июля 1774 года войска Пугачёва захватили большую часть Казани. Офицеры и солдаты караула покинули свои посты в момент, когда грандиозный пожар, вспыхнувший в ходе штурма города, достиг следственной тюрьмы. По словам Софьи, она не знала, что ей делать, в то время, как внутри здания оставаться уже было невозможно из-за жара и дыма. Услышав шум во дворе тюрьмы, Софья и дети выбежали наружу и вместе с другими узниками были направлены мятежниками в лагерь Пугачёва на Арском поле. Там 11-летний Трофим увидел среди конных казаков своего отца, закричав: «Матушка! Смотри-тка, батюшка ездит!» Очевидно, добрых чувств к супругу у Софьи уже не оставалось, в ответ сыну она воскликнула: «Екай собака! Неверный супостат!»
Пугачёв, заметивший жену и детей, приказал подобрать их и поселить неподалёку от его палатки. Своим соратникам он объявил, что это семья его друга, донского казака Емельяна Пугачёва, помогавшего ему в годы скитаний и засечённого кнутом «за верность своему государю». Впрочем, несмотря на проявленную заботу, Пугачёв избегал каких-либо разговоров с Софьей. В палатке с самозванцем жили постоянно несколько женщин. Как показывал сам Пугачёв после ареста: «не жёны, а только одевали и готовили для меня есть, и делали всякие прислуги». Софья Дмитриевна, имевшая возможность наблюдать за повседневным бытом супруга со стороны, показывала на допросе:
...едва [Пугачёв] входил в палатку, как девки подскочили к нему, приняли у него шапку, сняли с него саблю и раздели. А он, раздевшись, лёг на перины. И покуда он лежал, то между тем девки приготовляли обедать. А как было всё готово, то он, вставши, сел на подушки и обедал один, а девки и некоторые казаки перед ним стояли. Во время обеда, да и после оного, Пугачёв все, что ему ни потребно было, приказывал девкам так: "девки, подай то, девки, одень". А они поспешно то исполняли. Девки были хорошия так, как написаны...Протокол допроса Софьи Пугачёвой в Яицком городке
Одна из них, не зная, кем Софья в действительности приходится Пугачёву, «с весёлым лицом, что она сие за честь себе ставила», делилась с Софьей Дмитриевной и скрытыми от неё подробностями интимной жизни «батюшки-государя». По словам Софьи Дмитриевны, ей «было ето досадно слышать». Впервые Пугачёв заговорил с Софьей лишь месяц спустя, когда армия восставших готовилась к штурму Саратова. На вопрос Пугачёва, что она думает о нём, Софья Дмитриевна ответила: «Да что думать-то! Не отопрёшься, я — твоя жена, а ето твои дети». Пугачёв приказал ей об этом ни с кем не говорить, пообещав не забыть о ней, если бог позволит ему достигнуть Петербурга, а при нарушении запрета — срубить голову саблей. В реальности угрозы Софья не сомневалась: «де он стал такой собака, хоть чуть на кого осердится, то уж и ступай в петлю». Впрочем, после разговора, Пугачёв стал чаще звать в свою палатку детей, «часто сматривал и на них любовался».
После разгрома армии восставших в бою у Солениковой ватаги, когда Пугачёв с казацкими полковниками собирались переправляться через Волгу, среди суматохи и паники самозванец сумел найти Софью с сыном Трофимом, и те последовали за ним степями левого берега к хуторам яицких казаков на Узенях. Софья и Трофим стали свидетелями развития заговора и ареста яицкими атаманами своего предводителя. По словам одного из главных заговорщиков Ивана Творогова, Софья Дмитриевна с сыном, видя как «мы его вязали и содержим под караулом, хотя ничего не говорили, однако ж очень плакали». Казаки усадили Софью и Трофима в телегу и 14 (25) сентября 1774 года передали их вместе с Пугачёвым в руки казаков правительственного отряда под командованием сотника Харчева, доставившего их в ночь на 15 сентября в Яицкий городок.
Дочери Пугачёва и Софьи остались в покинутом лагере, их везли к Волге в отдельной коляске под присмотром приставленной к ним няньки, но коляска в ходе панического бегства остатков разбитой армии восставших опрокинулась. Очевидно, кто-то указал на них предводителям правительственных войск, так что они не были потеряны и позднее, под присмотром новой назначенной няньки — купчихи И. Ф. Ширинкиной, их доставили в Москву.

### Следствие и суд
Сразу после того, как 15 сентября Пугачёв был доставлен в Яицкий городок, в течение двух дней он был подробно допрошен находившимся в городе представителем секретных следственных комиссий капитаном-поручиком лейб-гвардии С. И. Мавриным. 17 сентября Маврин допросил и Софью Пугачёву. Прибывший днём ранее в Яицкий городок генерал-поручик А. В. Суворов «ежеминутно» требовал от Маврина закончить с допросами и 18 сентября Маврин передал Емельяна Пугачёва, а также Софью с сыном Трофимом, Суворову для конвоирования через Сызрань в Симбирск.
Суворов тщательно обговорил со своими подчинёнными порядок конвоирования самозванца, отдал приказы о необходимости «недремлемого присмотра» за Пугачёвым и членами его семьи. Во время перевозки все трое должны были находиться в разных повозках, которые должны были окружать постоянно два офицера с ротой драгун и два есаула с казачьей сотней. На привалах стоянки должны были располагаться в чистой степи и ни в коем случае в перелесках. Требовалось также особо следить за качеством пищи для арестантов. При остановке на ночлег в деревнях Пугачёв и Софья с сыном должны были ночевать на улице, в окружении внутреннего кольца из полуроты драгун и внешнего кольца из казаков конвоя. Ночью рядом с лежанкой Пугачёва должны были ставить четыре зажжённых фонаря, по одному фонарю у жены и сына.
Самозванца вместе с первой женой и сыном доставили в Симбирск в ночь на 1 октября. В Симбирске Пугачёва подвергли более пристрастным допросам, включавшим пытки. На содержание Пугачёва отвели 15 копеек в день, для Софьи и сына Трофима − по 10 копеек, кормить их должны были пищей, «обыкновенной подлому человеку». Кроме того, перед конвоированием в Москву для Пугачёва с семьёй озаботились приобретением тёплой одежды и обуви. По приказу командующего войсками против Пугачёва, генерал-аншефа Панина, было предписано отделить первую жену и сына от Пугачёва и не допускать более их общения, но следить за ними не менее строго и ежедневно докладывать об их состоянии.
26 октября специально собранная конвойная команда под командованием капитана Галахова приняла под свою охрану Пугачёва и его первую жену Софью с сыном для конвоирования их из Симбирска в Москву. Дорога заняла 10 дней. 4 ноября московский генерал-губернатор князь М. Н. Волконский написал в докладе Екатерине II, что самозванец, его первая жена и сын доставлены и размещены в подготовленных для них помещениях в здании Монетного двора. После того, как Волконский осмотрел и коротко расспросил Пугачёва, он также встретился с Софьей, заявившей генерал-губернатору, что она мало что знает о преступлениях своего мужа: «Чёрт его знает, што он наделал. А я о злодействах его прежде от него не слыхала. И он меня бросил уже с три года». Как отметил Волконский в донесении императрице: жена самозванца «человек самый подлый и, видно, тихий» и «мальчишка лет двенадцати, также ничего лутче матери не обещает». 14 ноября в Москву были доставлены две малолетние дочери Пугачёва − Аграфена и Христина. С этого момента все вместе они содержались вместе с матерью и братом в пустующем здании Рязанского подворья (вблизи Лубянской площади), оборудованном под острог Тайной экспедиции. Позднее Софью дважды привлекали в ходе московского следствия к очным ставкам с Емельяном Пугачёвым.
В начале декабря 1774 года в ходе совещания в Петербурге Екатерина II и генерал-прокурор А. А. Вяземский заслушали предложения по формулировкам предлагаемого приговора пугачёвцам, представленным членом следственной комиссии П. С. Потёмкиным. Согласившись с распределением обвиняемых по степеням вины, Екатерина настояла на том, что члены первой семьи Пугачёва — Софья Дмитриевна, дети Трофим, Аграфена и Христина, а также его вторая яицкая «жена» Устинья Кузнецова должны быть внесены в список лиц, названных в приговоре среди привлечённых к суду. На судебном заседании 31 декабря было предложено признать их невиновными, но направить на поселение по решению Сената. При последующих доработках текста приговора все пятеро членов семьи самозванца были включены в список подсудимых «10 сорта», то есть признанных невиновными. Признав, что члены семьи самозванца и его вторая супруга «ни в каких преступлениях не участвовали», приговор от 9 января 1775 года предписывал «без наказания отдалить их, куда благоволит Правительствующий Сенат».

### Ссылка

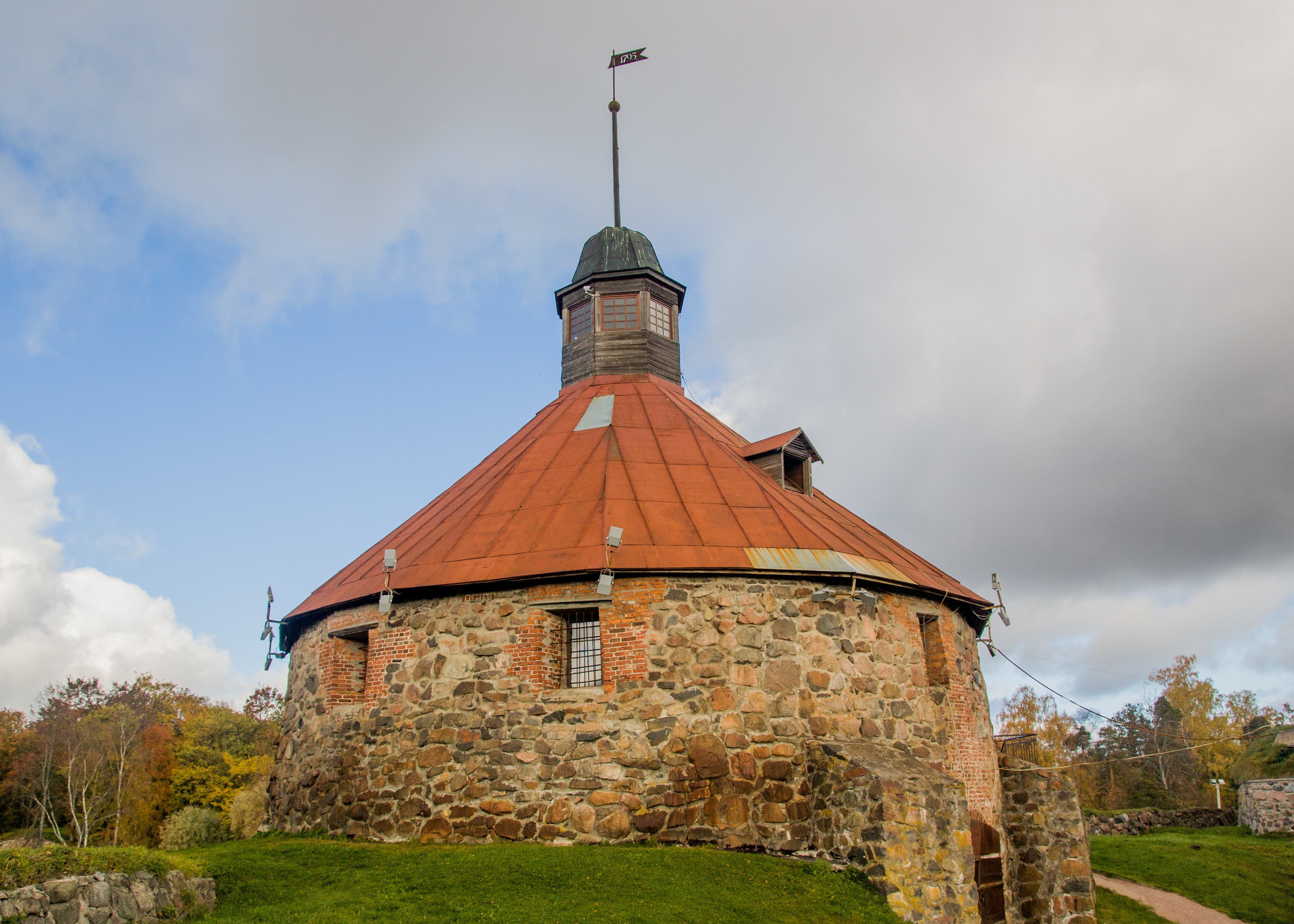
Круглая (Пугачёвская) башня в крепости Кексгольма

В день вынесения приговора, 9 (20) января 1775 года, на заседании Сената было вынесено решение: «Жён самозванца содержать в Кексгольме, не выпуская их из крепости, и давая только в оной свободу для получения себе работою содержания и пропитания, а сверх того производя и из казны на каждого по 15 копеек в день». Этим решением члены семьи Пугачёва фактически были переведены в разряд получивших тюремное заключение. После завершения казни Пугачёва и его сообщников и проведения экзекуций Софья Дмитриевна Пугачёва с детьми и Устинья Кузнецова были отправлены в Кексгольм под охраной подпоручика Нарвского пехотного полка Ушакова с 6 солдатами. В инструкции, данной конвою, было указано объехать Петербург стороной, для осуждённых приготовить три подводы по два человека на каждую. Для питания на всём пути до Кексгольма конвою было выдано 89 рублей 55 копеек. 22 января Софью с детьми и Устинью доставили в Выборг, на следующий день — в Кексгольм, в 120 верстах от Выборга, на западном берегу Ладожского озера. Членов семьи Пугачёвых разместили в Кексгольмской крепости, расположенной на островке, окружённом водами реки Вуоксы. Для размещения Софьи с детьми и Устиньи была выделена Круглая башня, со временем получившая благодаря этому второе имя — Пугачёвской. Трофима Пугачёва разместили в одиночной камере солдатской гауптвахты. Губернатор Энгельгардт довёл до сведения коменданта крепости Доможирова, что поступившие под его охрану члены семьи Пугачёва, чьё имя по приговору должно было быть предано «вечному забвению и глубокому молчанию», отныне не должны были называться ни старой фамилией и ни какой другой.
С момента поселения членов семьи Пугачёва в Кексгольмской крепости ежемесячно в Петербург направлялись донесения, не отличавшиеся разнообразностью: комендант отмечал, что узники «ведут себя исправно». В 1787 году в империи широко готовилось празднование 25-летия восшествия на престол Екатерины II. В честь этого события была объявлена амнистия широкому кругу осуждённых. Комендант Кексгольмской крепости премьер-майор Я. Гофман запросил генерал-прокурора Вяземского о том, не распространяется ли эта амнистия и на членов семьи Пугачёва. Вяземский обратился с этим запросам к Екатерине и получил твёрдый ответ: «Всем тем арестантам остаться на прежнем положении».
В 1791 и 1795 годах в Кексгольме с инспекциями обороноспособности Кексгольмской крепости побывал Александр Васильевич Суворов. Неизвестно, проявил ли он какой интерес к членам семьи некогда конвоированного им мятежника. В декабре 1796 года в крепость прибыл обер-секретарь Тайной экспедиции Сената А. С. Макаров с поручением от только что вступившего на престол Павла I проинспектировать места заключения государственных преступников. Макаров доложил императору об условиях содержания жён самозванца: «В Кексгольмской крепости Софья и Устинья, жёнки бывшего самозванца Емельяна Пугачёва, две дочери девки Аграфена и Христина от первой и сын Трофим с 1775 года содержатся в замке в особливом покое, а парень на гауптвахте в особливой комнате. Содержание имеют от казны по 15 копеек в день. Живут порядочно. Имеют свободу ходить по крепости, но из оной не выпускаются. Читать и писать не умеют». Павел пересмотрел дела многих из числа осуждённых его матерью, но семьи Пугачёва милость не коснулась.
В 1797 году в Кексгольмской крепости сменился комендант, на этот пост заступил полковник граф де Мендоза Ботелло. В рапорте генерал-прокурору князю А. Б. Куракину новый комендант отметил многочисленные нарушения в условиях содержания семьи Пугачёва, допущенные прежним комендантом. Одновременно он сообщил, что пошёл на послабления для узников: «Приказал в вечернее время для ужина и доколе не лягут спать иметь огонь, а как скоро лягут спать и сами не погасят, то караульные унтер-офицеры с часовыми сие выполнили б». Но главным известием от графа де Мендоза Ботелло стал обнаруженный им факт, что дочь Пугачёва «девка Аграфена имеет рождённого у себя сына, которого прижила через насилие от бывшего коменданта полковника Гофмана». Наречённый Андреем младенец, внук самозванца, не прожил долго и умер ещё в ходе следствия об обстоятельствах его рождения 5 января 1798 года. Дело полковника Гофмана не стали доводить до суда и предавать огласке.
При вступлении на престол Александра I в 1801 году дела членов семьи Пугачёва попали на рассмотрение Комиссии по пересмотру прежних уголовных дел. На заседании Комиссии 8 марта 1802 года было вынесено решение о том, что Софья с детьми и Устинья должны остаться по прежнему месту пребывания «без перемены участи». 15 мая того же года Александр наложил резолюцию на данное решение: «Быть по сему».
Весной 1803 года Александр I находился в инспекционной поездке по гарнизонам Выборгской губернии. 2 июня император прибыл в Кексгольм, где собственными глазами увидел членов семьи Пугачёва, находившихся в заключении уже более 28 лет. Финляндский генерал-губернатор К. И. Мейендорф написал в сообщении генерал-прокурору Сената Г. Р. Державину: «Его императорское величество в высочайшем своём присутствии в городе Кексгольме… высочайше повелеть изволил: содержащихся во оной жён известного Емельки Пугачёва с тремя детьми…, избавя из-под тогдашнего караула, предоставить им жительство в городе свободное, с тем, однако, чтоб из оного никуда не отлучались, имея притом за поступками их неослабное смотрение, дабы к каким-либо не воспользовались предерзостям». Впрочем, узники не сразу смогли воспользоваться правом поселиться вне крепости, оставаясь там, пока старший из детей Трофим не завершил строительство нового дома в городском посаде Кексгольма.
Известно, что вторая жена Пугачёва Устинья Кузнецова умерла в Кексгольме в 1808 году. Дата смерти Софьи Пугачёвой не установлена. Посетивший Кексгольм в 1811 году чиновник и впоследствии известный автор мемуаров Ф. Ф. Вигель застал в живых лишь детей Пугачёва: «Я ходил смотреть упразднённую крепость и в ней показывали мне семейство Пугачёва, не знаю зачем всё ещё содержащееся под стражею, хотя и не весьма строгою. Оно состояло из престарелого сына и двух дочерей. Простой мужик и крестьянки, которые показались мне смирными и робкими». Очевидно, детей самозванца привели в крепость только на время визита чиновника, так как при следующем упоминании «бывшего казака Емельки детей» в духовной росписи Рождественского собора Кексгольма от 1813 года Трофим (41 год, так в источнике − на самом деле Трофиму 44 года) указан владельцем двора на городском посаде, с ним проживали сёстры Агриппина (церковное имя Аграфены, 40 лет) и Христина (39 лет). В последующие годы дети самозванца указываются в духовной росписи собора регулярно, при этом Аграфена неоднократно отмечена за своё «нерадение» — в 1814−1818 годах она не являлась на исповедь и причастие. Трофим Пугачёв умер в начале 1819 года.
В конце июля 1826 года в крепость Кексгольма прибыли осуждённые декабристы И. И. Горбачевский, А. П. Барятинский и М. М. Спиридов, которых расположили в камерах Пугачёвской башни. В своих письмах друзьям и родственникам они сообщали, что застали там двух дочерей Пугачёва. На самом деле, к этому времени в живых осталась лишь одна из дочерей − Аграфена, Христина Пугачёва умерла за полтора месяца до прибытия декабристов 13 (25) июня 1826 года. Аграфена Пугачёва умерла спустя семь лет, 7 (19) апреля 1833 года. Финляндский генерал-губернатор А. С. Меншиков доложил о смерти последней дочери Пугачёва начальнику Третьего отделения императорской канцелярии А. Х Бенкендорфу: «…жившая под надзором полиции в г. Кексгольме дочь казака Емельки Пугачёва Аграфена 5-го числа того месяца от болезни и старости умерла, и тело её по обряду христианскому …предано земле».
По иронии судьбы, именно в это время историей Пугачёвского восстания всерьёз заинтересовался Александр Сергеевич Пушкин. В 1832 и 1833 годах он составил несколько черновых планов будущего романа о временах Пугачёвщины, а также обратился к Бенкендорфу и императору Николаю I за разрешением на поездку в Оренбург для знакомства с местами, где разворачивались события восстания. После бала во дворце графа Бобринского 17 января 1834 года Пушкин записал в дневнике слова императора Николая: «Жаль, что я не знал, что ты о нём (Пугачёве) пишешь; я бы познакомил тебя с его сестрицею, которая тому три недели умерла в крепости Эрлингфорской (с 1774-го году!). Правда, она жила на свободе, но далеко от своей станицы, на чужой, холодной стороне!» Из доклада Меншикова и Бенкендорфа император должен был знать, что умерла не сестра, а дочь самозванца, и не в Гельсингфорсе, а в Кексгольме. Но так как с момента доклада прошло 8 месяцев (а не три недели), то император, возможно, запамятовал о его деталях.